# Nippononeta xiphoidea
Nippononeta xiphoidea là một loài nhện trong họ Linyphiidae.
Loài này thuộc chi Nippononeta. Nippononeta xiphoidea được Hirotsugu Ono & Kendo Saito miêu tả năm 2001.